# Jean-François Yvon

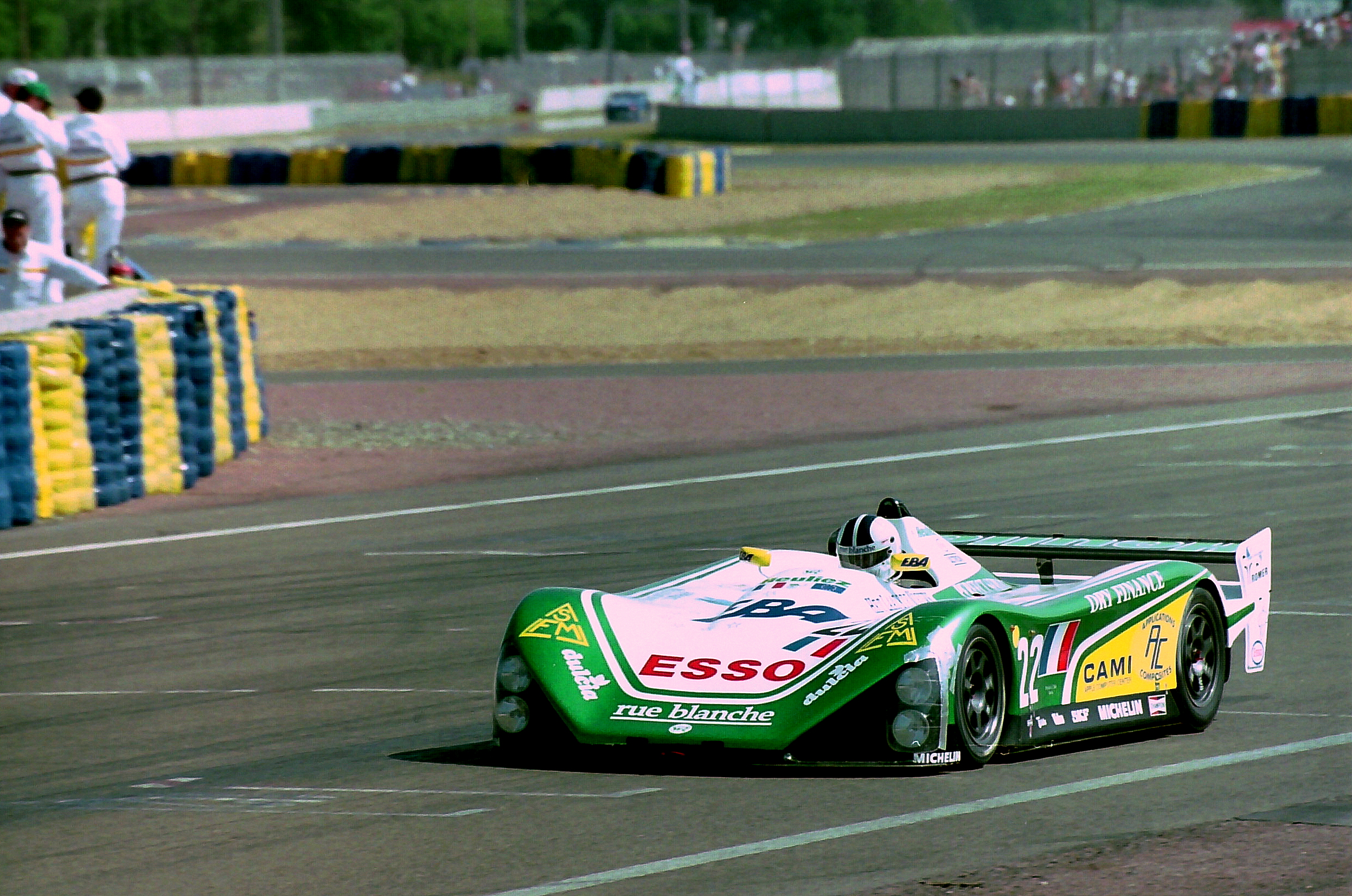
Der WR LM94 von Hervé Regout, Jean-François Yvon und Jean-Paul Libert beim 24-Stunden-Rennen von Le Mans 1994

Jean-François Yvon (* 24. November 1958 in Neuilly-sur-Seine) ist ein ehemaliger französischer Autorennfahrer.

## Karriere
Jean-François Yvon gehört zu den wenig bekannten Rennfahrern, die mehr als 20 Jahre im Motorsport als Fahrer aktiv waren. Zwischen 1984 und 2011 war er 13-mal beim 24-Stunden-Rennen von Le Mans am Start. Seine Karriere begann 1979 in der Formel 3 und führte nach ausbleibenden Engagements im Monopostosport in den frühen 1980er-Jahren zum Sportwagensport. Nach vielen Jahren im Motorsport war der vierte Gesamtrang beim Petit Le Mans 2011 seine beste Platzierung bei einem internationalen Sportwagenrennen. In Road Atlanta war er Partner von Alexandre Prémat und Olivier Pla und fuhr einen Pescarolo 01. Auf die Sieger Franck Montagny, Stéphane Sarrazin und Alexander Wurz im Peugeot 908 fehlten nach 9 ½ Stunden Fahrzeit 10 Runden; auf den dritten Rang, der von Adrián Fernández, Harold Primat und Stefan Mücke im Lola-Aston Martin LMP1 eingefahren wurde, vier Runden.
Yvon war Teammitglied der Compétition von Yves Courage und in den letzten Jahren Stammfahrer der OAK-Rennmannschaft seines Freundes Jacques Nicolet.

## Statistik

### Le-Mans-Ergebnisse
| Jahr | Team                | Fahrzeug       | Teamkollege       | Teamkollege      | Platzierung             | Ausfallgrund     |
| ---- | ------------------- | -------------- | ----------------- | ---------------- | ----------------------- | ---------------- |
| 1984 | Helmut Gall         | BMW M1         | Philippe Dagoreau | Pierre de Thoisy | Rang 14 und Klassensieg |                  |
| 1985 | Primagaz            | Cougar C12     | Alain de Cadenet  | Yves Courage     | Rang 20                 |                  |
| 1986 | Gebhardt Motorsport | Gebhardt JC853 | Stanley Dickens   | Pierre de Thoisy | Ausfall                 | Unfall           |
| 1987 | Roland Bassaler     | Sauber SHS C6  | Yves Hervalet     | Hervé Bourjade   | Ausfall                 | Kupplungsschaden |
| 1988 | Roland Bassaler     | Sauber SHS C6  | Roland Bassaler   | Rémy Pochauvin   | Ausfall                 | Motorschaden     |
| 1992 | Courage Compétition | Cougar C28LM   | Tomás Saldaña     | Denis Morin      | Ausfall                 | Motorschaden     |
| 1993 | Courage Compétition | Courage C30    | Jean-Louis Ricci  | Pierre Yver      | Rang 11                 |                  |
| 1994 | Welter Racing       | WR LM94        | Hervé Regout      | Jean-Paul Libert | Ausfall                 | Motorschaden     |
| 2000 | Didier Bonnet       | Debora LMP2000 | Patrick Lemarié   | Yann Goudy       | Ausfall                 | Ölleck           |
| 2009 | OAK Racing          | Pescarolo 01   | Jacques Nicolet   | Richard Hein     | Rang 20                 |                  |
| 2010 | OAK Racing          | Pescarolo 01   | Jacques Nicolet   | Richard Hein     | Rang 9                  |                  |
| 2011 | OAK Racing          | Pescarolo 01   | Jacques Nicolet   | Richard Hein     | Ausfall                 | Wagenbrand       |

### Sebring-Ergebnisse
| Jahr | Team       | Fahrzeug     | Teamkollege  | Teamkollege     | Platzierung | Ausfallgrund |
| ---- | ---------- | ------------ | ------------ | --------------- | ----------- | ------------ |
| 2011 | OAK Racing | Pescarolo 01 | Richard Hein | Jacques Nicolet | Ausfall     | Motorschaden |

### Einzelergebnisse in der Sportwagen-Weltmeisterschaft
| Saison | Team                | Rennwagen      | 1   | 2   | 3   | 4   | 5   | 6   | 7   | 8   | 9   | 10  | 11  |
| ------ | ------------------- | -------------- | --- | --- | --- | --- | --- | --- | --- | --- | --- | --- | --- |
| 1984   | Helmut Gall         | BMW M1         | MON | SIL | LEM | NÜR | BRH | MOS | SPA | IMO | FUJ | KYA | SAN |
| 1984   | Helmut Gall         | BMW M1         | 14  |     |     |     |     |     |     |     |     |     |     |
| 1985   | Courage Compétition | Cougar C12     | MUG | MON | SIL | LEM | HOK | MOS | SPA | BRH | FUJ | SEL |     |
| 1985   | Courage Compétition | Cougar C12     | 20  |     |     |     |     |     |     |     |     |     |     |
| 1986   | Gebhardt Motorsport | Gebhardt JC853 | MON | SIL | LEM | NÜN | BRH | JER | NÜR | SPA | FUJ |     |     |
| 1986   | Gebhardt Motorsport | Gebhardt JC853 | DNF |     |     |     |     |     |     |     |     |     |     |
| 1987   | Roland Bassaler     | Sauber SHS C6  | JAR | JER | MON | SIL | LEM | NÜN | BRH | NÜR | SPA | FUJ |     |
| 1987   | Roland Bassaler     | Sauber SHS C6  |     | DNF |     |     |     |     |     |     |     |     |     |
| 1988   | Roland Bassaler     | Sauber SHS C6  | JER | JAR | MON | SIL | LEM | BRÜ | BRH | NÜR | SPA | FUJ | SAN |
| 1988   | Roland Bassaler     | Sauber SHS C6  |     | DNF |     |     |     |     |     |     |     |     |     |
| 1992   | Courage Compétition | Cougar C28S    | MON | SIL | LEM | DON | SUZ | MAG |     |     |     |     |     |
| 1992   | Courage Compétition | Cougar C28S    | DNF |     |     |     |     |     |     |     |     |     |     |